# 兒島藩
兒島藩（日语：／ Kojima-han */?）是日本備前國岡山藩的支藩，正保4年9月28日（1647年10月25日）創藩，慶安2年10月5日（1649年11月9日）廢藩，石高是25,000石。

## 歷史
正保4年9月28日（1647年10月25日），池田恒元獲其兄備前岡山藩藩主池田光政分知25,000石，根據收錄於岡山大學附屬圖書館館藏《池田家文庫》內慶安2年3月10日的《備前備中之內新田松平備後守被下高目錄帳》記載，兒島藩的領地涵蓋備前國和備中國，新田部分佔其中約21,676石。
備前國的部分是御野郡10村約6,890石、邑久郡5村約3,184石、上道郡6村約3,758石、兒島郡2村約1,853石、磐梨郡1村約338石、和氣郡1村約511石以及津高郡1村約266石，總共26村約16,803石，備中國的部分是窪屋郡5村約3,989石、淺口郡1村約317石以及備中與兒島之間的1村約565石，總共7村約4,872石。新田以外則是備前國和氣郡1村約162石、備中國下道郡4村約2,099石、賀陽郡1村約322石以及窪屋郡2村約772石，總共8村約3,357石。
慶安2年10月5日（1649年11月9日），恒元獲加增至叔父池田輝澄的舊領播磨山崎藩30,000石，兒島藩因而廢藩，領地也重新劃入至岡山藩。兒島藩作為一個短期的藩，推測沒有自主執行藩政，而是受到岡山藩管治。